# Dương Chu
Dương Chu (chữ Hán:楊朱, sống vào thời Chiến Quốc), tự Tử Cư (子居), được người đời sau kính trọng gọi là Dương tử (杨子), là một triết gia Trung Quốc. Ông đề ra thuyết "vì mình". Nổi tiếng với quan niệm: "Không vì cái lợi lớn của thiên hạ mà chịu mất đi một sợi lông chân của mình". Thuyết của ông cùng với Mặc tử là hai thuyết thường bị Mạnh tử đả kích.

## Con người
Dương Chu, nếu có thật thì hẳn phải là bậc ẩn sĩ tài ba, thực thụ, vì người đời sau biết rất ít về ông. Chuyện về ông chỉ có vài dòng trong Mạnh tử, Hàn Phi tử, Lã thị Xuân Thu, Hoài Nam tử. Học thuyết của ông được biết đến là nhờ có chép trong sách Liệt tử.
Không ai biết đích xác ông sinh, mất năm nào, sống vào khoảng nào. Có sách chép ông là học trò của Lão tử, có sách lại chép sinh sau Mặc tử. Nhưng ông phải sinh trước Mạnh tử, vì sách Mạnh tử có kể chuyện về ông. Nguyễn Hiến Lê đoán rằng ông sống sau Mặc tử, trước Mạnh tử. Ý kiến này hợp với Hồ Thích: khoảng 440 - 360 TCN, và Vũ Đồng: 440 - 380 TCN.
Về tính cách, xem trong thiên Dương Chu của sách Liệt tử, có thể hình dung ra Dương tử là một ẩn sĩ (không thích làm quan, chỉ làm nghề dạy học), tính tình điềm đạm, không thích tranh luận, khoáng đạt mà cũng hiền từ.

## Học thuyết
Chủ thuyết của Dương Chu là quý sự sống, trọng bản thân. Hoài Nam tử viết: "Học thuyết của Dương Chu là bảo toàn sinh mệnh và thiên chân của mình". Lã thị Xuân Thu viết: "Dương Chu quý thân mình". Trong sách Liệt tử có chép lời của ông:
"Con người bản chất giống trời đất, có đức tính của ngũ hành, là loài tối linh trong vạn vật."
"Thân ta không phải là của ta, nhưng đã sinh ra rồi thì không thể không bảo toàn nó được."
"Trí khôn quý ở chỗ nó bảo tồn được thân ta."
Như vậy, ông cho rằng con người là vật quý trong vạn vật, đã sinh ra thì phải giữ mình, và giữ nó thì phải có trí khôn. Trong sách có đoạn ông kể chuyện Bá Thành Tử Cao không chịu mất 1 sợi lông để làm lợi cho thiên hạ, và chuyện vua Đại Vũ không nghĩ đến lợi riêng, hy sinh cho dân đến khô đét. Cầm Tử là người nghe chuyện, hỏi:
- Nhổ một sợi lông trên mình ông để cứu đời, ông chịu không ?
Dương Chu đáp:
-Đời đâu thể cứu bằng một sợi lông.
-Cho rằng cứu được đi thì ông chịu không ?
Dương Chu không đáp.
Câu chuyện trên cho thấy Dương Chu là người không ham biện luận, ông chỉ trả lời 1 câu mà thấy Cầm Tử chậm hiểu, ông không cần đáp nữa. Tư tưởng chính trị của Dương tử thể hiện khá rõ: xã hội hỗn loạn quá, không có cách nào cứu vãn được, tốt nhất là mỗi người tự quý lấy mình, thì thiên hạ tự nhiên sẽ bình trị.